# Jacob Fischer (Komponist)
Jacob Fischer (* 20. August 1849 in Pohrlitz; † 13. April 1933 in Wien) war ein österreichischer Musikpädagoge und Komponist.

## Leben
Jacob Fischer studierte in Wien Musik, dazu Kompositionslehre bei Karl Graedener und Joseph Hellmesberger senior sowie Violine bei Jakob Dont. In der Folge wirkte er zunächst von 1883 bis 1890 als Lehrer an der Horak-Klavierschule in Wien, danach von 1900 bis 1908 am Wiener Konservatorium, bis er schließlich von der neu gegründeten Akademie für Musik übernommen wurde, an der er bis 1930 tätig war.

## Werke (Auswahl)
- Kompositionen: Lieder, Chorlieder, Klavierwerke;
- Publikation: Interpunktionsausgabe klassischer Meisterwerke mit Erläuterungen, 1926;
- Als Herausgeber: Gesänge altitalienischer Meister aus dem 16., 17. und 18. Jahrhundert für mittlere Stimme und Klavier